# Mycosphaerella juniperina
Mycosphaerella juniperina är en svampart som först beskrevs av Job Bicknell Ellis, och fick sitt nu gällande namn av Tomilin 1970. Mycosphaerella juniperina ingår i släktet Mycosphaerella och familjen Mycosphaerellaceae.  Arten är reproducerande i Sverige. Inga underarter finns listade i Catalogue of Life.